# Bonchis
Bonchis é um gênero de mariposa pertencente à família Crambidae.